# مخنقة (مجوهرات)

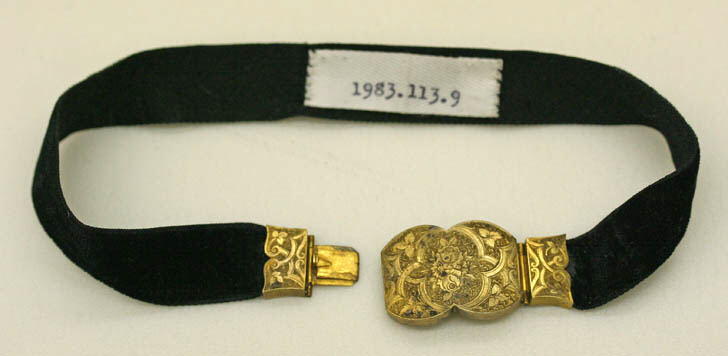
مخنقة أمريكية من الحرير والمعدن من سبعينيات القرن التاسع عشر.

المِخنَقة هي قلادة ضيقة تُرتدى حول الرقبة، ويبلغ طولها عادةً من 14 إلى 16 بوصة. يمكن صنع المخانق من مجموعة متنوعة من المواد، بما في ذلك المخمل واللدنة والخرز واللثأ والجلد والمعادن مثل الفضة أو الذهب أو البلاتين وما إلى ذلك. ويمكن تزيينها بالمسكوكات أو الأزرار أو المتدليات.